# Grand Prix automobile de Malaisie 2001
GP précédent GP suivant
Le Grand Prix automobile de Malaisie 2001 (2001 Petronas Malaysian Grand Prix), disputé sur le circuit international de Sepang le 18 mars 2001, est la 665e épreuve de l'histoire du championnat du monde de Formule 1 courue depuis 1950 et la deuxième épreuve du championnat 2001.

## Classement
| Pos. | No | Pilote                | Écurie           | Tours | Temps/Abandon                      | Grille | Points |
| ---- | -- | --------------------- | ---------------- | ----- | ---------------------------------- | ------ | ------ |
| 1    | 1  | Michael Schumacher    | Ferrari          | 55    | 1 h 47 min 34 s 801 (170,031 km/h) | 1      | 10     |
| 2    | 2  | Rubens Barrichello    | Ferrari          | 55    | + 23 s 660                         | 2      | 6      |
| 3    | 4  | David Coulthard       | McLaren-Mercedes | 55    | + 28 s 555                         | 8      | 4      |
| 4    | 11 | Heinz-Harald Frentzen | Jordan-Honda     | 55    | + 46 s 543                         | 9      | 3      |
| 5    | 5  | Ralf Schumacher       | Williams-BMW     | 55    | + 48 s 233                         | 3      | 2      |
| 6    | 3  | Mika Häkkinen         | McLaren-Mercedes | 55    | + 48 s 606                         | 4      | 1      |
| 7    | 14 | Jos Verstappen        | Arrows-Asiatech  | 55    | + 1 min 21 s 560                   | 18     |        |
| 8    | 12 | Jarno Trulli          | Jordan-Honda     | 54    | + 1 tour                           | 5      |        |
| 9    | 22 | Jean Alesi            | Prost-Acer       | 54    | + 1 tour                           | 13     |        |
| 10   | 19 | Luciano Burti         | Jaguar-Ford      | 54    | + 1 tour                           | 15     |        |
| 11   | 8  | Jenson Button         | Benetton-Renault | 53    | + 2 tours                          | 17     |        |
| 12   | 23 | Gaston Mazzacane      | Prost-Acer       | 53    | + 2 tours                          | 19     |        |
| 13   | 21 | Fernando Alonso       | Minardi-European | 52    | + 3 tours                          | 21     |        |
| 14   | 20 | Tarso Marques         | Minardi-European | 51    | + 4 tours                          | 20     |        |
| Abd. | 7  | Giancarlo Fisichella  | Benetton-Renault | 31    | Pression d'essence                 | 16     |        |
| Abd. | 10 | Jacques Villeneuve    | BAR-Honda        | 3     | Sortie de piste                    | 7      |        |
| Abd. | 16 | Nick Heidfeld         | Sauber-Petronas  | 3     | Sortie de piste                    | 11     |        |
| Abd. | 15 | Enrique Bernoldi      | Arrows-Asiatech  | 3     | Sortie de piste                    | 22     |        |
| Abd. | 6  | Juan Pablo Montoya    | Williams-BMW     | 3     | Sortie de piste                    | 6      |        |
| Abd. | 18 | Eddie Irvine          | Jaguar-Ford      | 3     | Fuite d'eau                        | 12     |        |
| Abd. | 9  | Olivier Panis         | BAR-Honda        | 1     | Moteur                             | 10     |        |
| Abd. | 17 | Kimi Räikkönen        | Sauber-Petronas  | 0     | Transmission                       | 14     |        |

## Pole position et record du tour
- Pole position : Michael Schumacher en 1 min 35 s 220 (vitesse moyenne : 209,565 km/h).
- Meilleur tour en course : Mika Häkkinen en 1 min 40 s 962 au 48e tour (vitesse moyenne : 197,647 km/h).

## Tours en tête
- Michael Schumacher : 42 (1-2 / 16-55)
- Jarno Trulli : 1 (3)
- David Coulthard : 12 (4-15)

## Statistiques
- 46e victoire pour Michael Schumacher.
- 137e victoire pour Ferrari en tant que constructeur.
- 137e victoire pour Ferrari en tant que motoriste.
- La course a été ramenée à 55 tours au lieu de 56 à cause de l'annulation du premier départ. Elle s'est effectuée sous le régime de la voiture de sécurité entre le 4e et le 10e tour en raison de mauvaises conditions météorologiques.